# Bokermannohyla sagarana
Espèce
Statut de conservation UICN

 NT  : Quasi menacé
Bokermannohyla sagarana est une espèce d'amphibiens de la famille des Hylidae.

## Répartition
Cette espèce est endémique du Minas Gerais au Brésil. Elle se rencontre dans la Serra do Cabral dans les municipalités de Joaquim Felício et de Buenópolis,.

## Description
Les mâles mesurent de 47,3 à 54,8 mm et les femelles de 44,5 à 48,6 mm.

## Publication originale
- Leite, Pezzuti & Drummond, 2011 : A new species of Bokermannohyla from the Espinhaço Range, State of Minas Gerais, southeastern Brazil. Herpetologica, vol. 67, p. 440-448.